# Lehnskov (Schiff, 1943)
Die Lehnskov war ein Dreimast-Gaffelschoner, der am 22. Februar 1944 auf der Ostsee zwischen Fehmarn und Lolland auf der Position 54° 29′ 50″ N, 11° 24′ 20″ O.
auf eine Mine lief und versank. Das Wrack ist heute ein beliebter Tauchspot.

## Versenkung
Die Lehnskov befand sich auf einer Reise von Lübeck nach Middelfart als sie am 22. Februar 1944 gegen 20.45 Uhr im Fehmarnbelt auf eine Seemine lief.
Die Besatzung versuchte noch, das Schiff zu retten, konnte aber gegen den starken Wassereinbruch nichts ausrichten und musste das Rettungsboot besteigen.
Gegen 22.00 Uhr versank die Lehnskov, die Besatzung, bestehend aus fünf Personen konnte mit dem Rettungsboot am 23. Februar 1944 Fehmarn erreichen.